# ألفريد بفاف
ألفريد بفاف (بالألمانية: Alfred Pfaff)‏ (مواليد 16 يوليو 1926) هو لاعب كرة قدم. يلعب مع منتخب ألمانيا الغربية لكرة القدم. سبق له أن لعب في كأس العالم لكرة القدم مع منتخب بلاده.

## روابط خارجية
- ألفريد بفاف على موقع قاعدة بيانات كرة القدم.إي يو (الإنجليزية)
- ألفريد بفاف على موقع بيانات كرة القدم. دي إي (الألمانية)
- ألفريد بفاف على موقع ناشيونال فوتبول تيمز (الإنجليزية)
- ألفريد بفاف على موقع عالم كرة القدم.نت (الإنجليزية)